# Négyszarvú skorpióhal
A négyszarvú skorpióhal (Myoxocephalus quadricornis) a sugarasúszójú halak (Actinopterygii) osztályának skorpióhal-alakúak (Scorpaeniformes) rendjébe, ezen belül a kölöntefélék (Cottidae) családjába tartozó faj.

## Rendszertani eltérés
Egyes rendszerezők a Triglopsis nembe sorolnák, Triglopsis quadricornis néven.

## Előfordulása
A négyszarvú skorpióhal a Föld északi féltekének parti vizeiben él. A hal egy jégkorszaki élő kövület, amely hideg vizű mély tavakban is megtalálható. A folyók alsó szakaszán ritkábban fordul elő. Európában a Balti- és Jeges-tenger vidékén található meg. Két formája ismert, egyik az édesvízben, a másik a tengerben.

## Megjelenése
Az édesvízi forma testhossza 10-25 centiméter, a tengeri forma legnagyobb hossza 60 centiméter (Bering-szoros). Orra felett 2 kis tüske van. A fejtetőn 4 szivacsos-csontos kinövés ül. Kopoltyúfedői 2, az elő-kopoltyúfedők 4 tüskével rendelkeznek; a felső a leghosszabb. Pikkelyei kicsinyek, a hát és az oldalvonal között egy vagy több sorban csontos bütykök vannak. Nincs úszóhólyagja.

## Életmódja
Sekély vízben élő fenékhal. Tápláléka férgek, apró rákok és egyéb fenékhalak.

## Szaporodása
December - januárban ívik. A hím őrzi az ikrákat.